# Phantom-Wimpelfisch
Der Phantom-Wimpelfisch oder Indische Horn-Wimpelfisch (Heniochus pleurotaenia) ist eine Art aus der Familie der Falterfische (Chaetodontidae). Er lebt in den Korallenriffen des tropischen Indischen Ozean, von den Malediven und Sri Lanka nördlich bis in die Andamanensee und an die Südwestküste Thailands und die Malaiischen Halbinsel, östlich bis nach Java. Im westlichen Pazifik wird er durch den sehr ähnlichen Braunen Wimpelfisch (Heniochus varius) ersetzt (vikariierende Arten).

## Merkmale
Der Phantom-Wimpelfisch wird 17 bis 18 Zentimeter lang. Sein Körper ist seitlich abgeflacht, hochrückig und von weißer Grundfarbe mit zwei dunklen, breiten Markierungen. Die erste reicht von den Bauchflossen bis zur Körpermitte unterhalb des hartstrahligen Rückenflossenteils. Die zweite verläuft vom weichstrahligen Teil der Afterflosse nach oben (pleurotaenia (gr., latinisiert) „Seitenstreif“). Auch die Augenregion und die Schnauzenspitze sind schwarz. Wie beim Braunen Wimpelfisch ist der Kopf durch knöcherne Auswüchse über den Augen und auf der Stirn charakterisiert. Bei Jungfischen sind die Flossenstacheln der Rückenflosse zu einem kurzen Wimpel ausgezogen.
Flossenformel: Dorsale X/23–25, Anale III/17–18.

## Lebensweise
Der Phantom-Wimpelfisch kommt in Lagunen und Außenriffen mit gemischtem Algen- und Steinkorallenbewuchs in Tiefen bis 15, maximal bis 25 Metern vor. Die Fische leben paarweise oder in Gruppen bis zu 30 Tieren; in Indonesien meist paarweise, bei den Malediven eher in Gruppen. Während der Fortpflanzungszeit formen sie überall Paare. Der Phantom-Wimpelfisch ernährt sich wahrscheinlich vor allem von bodenbewohnenden Wirbellosen.